# Střílejte veverky
Střílejte veverky (anglicky "Hide and Seek") je sci-fi povídka britského spisovatele Arthura C. Clarka vydaná poprvé roku 1949 v časopise Astounding Science Fiction. Později vyšla mj. v Clarkově sbírce The Nine Billion Names of God. Česky poprvé publikována roku 1965 pod názvem Hra na schovávanou.
Krátký příběh popisuje vojenské manévry poblíž Marsu v meziplanetárním válečném konfliktu, konkrétně svérázný souboj osamoceného astronauta s velkým kosmickým křižníkem.

## Děj
Rupert Kingman, korvetní kapitán ve výslužbě, se se dvěma společníky vrací z lovu s neuspokojivou kořistí, a ještě se pokusí zastřelit veverku, kterou cestou spatří. Ta ale uteče, což Kingmanovi připomene jeden příběh z kosmické války, který svým kolegům začne vyprávět.
Jeho hrdinou je agent „K-15“, průzkumník v jednomístné kosmické lodi, stíhaný nepřátelským „křižníkem“ jménem Doradus. K-15 ví, že zřejmě nezvládne uletět do bezpečí a musí kritickou situaci vyřešit jinak. Nachází se blízko Marsu, kde ale z politických důvodů nemůže přistát. Jako svou jedinou, byť malou šanci vyhodnotí přistát na Marsově malém pustém měsíci Phobosu a pokusit se tam udržet, než dorazí pomoc.
Aby co nejvíce zmátl velitele Doradu komodora Smithe, přistane na odvrácené straně skalnaté družice, vystoupí ve skafandru s trochou zásob, a prázdnou loď odešle pryč s nekódovaným hlášením ve znění: „Po útoku nepřátelského křižníku provedeno přistání na Phobosu. Předpokládám udržení do příchodu posil, ale proveďte urychleně.“ Smith váhá, jestli jde o lest, ale nakonec se rozhodne brát zprávu jako pravdivou, prohledat Phobos a nepřátelského agenta na něm zneškodnit. Tuší však, že to nebude jednoduché, neboť jeho obrovský a mocně ozbrojený křižník není vůbec vhodný ke složitému manévrování okolo miniaturního, ale pro ukrývání jednotlivce dostatečně rozlehlého měsíčku. Přesně na to K-15 ostatně sází.
Agentovi se skutečně daří skrývat se před Doradovými teleskopy i řízenými střelami, neboť mu stačí pozorovat křižník, předvídat jeho pohyb a držet se na rozeklaném povrchu měsíce ve stínu. Díky velmi slabé gravitaci se po něm může pohybovat dlouhými skoky, musí jen dávat pozor, aby se neodrazil příliš a nezůstal bezmocně plout vysoko nad povrchem. Rozzuřený komodor Smith nakonec pozná marnost svého počínání a v obavách před blížícími se nepřátelskými posilami dá povel k odletu. „Veverka“ K-15 zvítězila.
Kingmanův host, který se s ním tehdy vidí poprvé, je historkou velmi zaujat a ve snaze zalichotit nadhodí, zda náhodou tím mazaným agentem nebyl sám vypravěč. Ten však zachmuřeně zavrtí hlavou, zvedne se a odejde ještě jednou pokusit lovecké štěstí s veverkou. Druhý host pak prvnímu objasní, že je tomu právě naopak – Kingman byl v příběhu oním komodorem, a právě jeho trapné selhání v této věci je důvodem, proč odešel do penze s hodností pouhého korvetního kapitána a proč nyní nedokáže dát pokoj žádné veverce.

## Česká vydání
Poprvé povídka česky vyšla roku 1965 v časopise 100+1 (číslo 1965/10), pod doslovně přeloženým názvem Hra na schovávanou. Pak byla zařazena do knižního výboru Clarkových povídek Zpráva o třetí planetě (Práce, 1982), již pod názvem Střílejte veverky, v překladu Zdeňka Volného. Znovu pak vyšla v Česku v povídkových sbírkách Devět miliard božích jmen (Baronet, 2002) a Výprava na Zemi (Baronet, 2007).

## Inspirace
Povídka „Střílejte veverky“ A. C. Clarka inspirovala román amerického spisovatele žánru sci-fi Paula Preusse Smrt na Fobosu ze série Zlatý věk Venuše.